# Jüdische Gemeinde Wachenheim an der Weinstraße
Die Jüdische Gemeinde Wachenheim an der Weinstraße (ehemals Wachenheim an der Haardt) im rheinland-pfälzischen Landkreis Bad Dürkheim bestand vom 16. Jahrhundert bis 1940. Die Gemeinde gehörte zum Bezirksrabbinat Frankenthal.

## Geschichte
Die Geschichte der Juden in Wachenheim reicht bis in die Mitte des 14. Jahrhunderts zurück. Vermutlich siedelten schon vor 1341, als Wachenheim durch Kaiser  Ludwig den Bayern das Stadtrecht verliehen wurde, Juden auf dem Gebiet von Wachenheim. 1343 wurde den Juden von Wachenheim der Ritualmord an einem Einsiedler angelastet. In der Folge wurden die jüdischen Einwohner am 19. April 1343 verbrannt. Ob dies tatsächlich, wie es  der Chronist Johannes von Winterthur berichtet, auf Anordnung des Herzogs von Heidelberg Ruprecht des Roten geschah, ist unklar. Der Geschichtsschreiber und Abt des Zisterzienserklosters Viktring Johann von Viktring erwähnt in seiner Chronik über die Vorgänge in Wachenheim Ruprecht den Roten in diesem Zusammenhang nicht. Wenige Wochen später erließ Ludwig der Bayer einen an die Stadtbehörden von Speyer gerichteten Erlass, in dem er diese aufforderte den in der Diözese (zu der auch Wachenheim gehörte) lebenden Juden jedweden Schutz gegen Übergriffe zu gewähren. Dies verhinderte allerdings nicht, das es während der Pestpogromen 1348/49 erneut zu Übergriffen kam. Nach 1349 werden erst wieder 1511 zwei in Wachenheim ansässige Juden genannt. Ab diesem Zeitpunkt begann die Zahl der jüdischen Gemeindemitglieder stetig zu wachsen. Ihren höchsten Stand erreichte sie mit 124 Gemeindemitgliedern im Jahr 1830. Ab diesem Zeitpunkt nahm die Zahl der Mitglieder der Kultusgemeinde in Folge von Ab- und Auswanderung stetig ab. 1933 lebten noch 16 Juden in Wachenheim.  Ab 1933, nach der Machtergreifung Adolf Hitlers, wurden die jüdischen Einwohner immer mehr entrechtet. Zudem kam es immer wieder zu antijüdischen Aktionen. Dies hatte zur Folge, dass viele jüdischen Familien die Gemeinde verließen. Zum Zeitpunkt der Novemberpogromen 1938 lebten noch 10 Mitglieder der jüdischen Gemeinschaft in Wachenheim. Die letzten sieben Einwohner jüdischen Glaubens wurden im Oktober 1940 im Zuge der sogenannten Wagner-Bürckel-Aktion in das französische Internierungslager Gurs deportiert. Von diesen überlebten drei den Holocaust.

## Entwicklung der jüdischen Einwohnerzahl
| Jahr | Juden | Jüdische Familien | Bemerkung |
| ---- | ----- | ----------------- | --------- |
| 1515 |       | 2                 |           |
| 1722 |       | 8                 |           |
| 1743 |       | 7                 |           |
| 1804 | 41    |                   |           |
| 1808 |       | 14                |           |
| 1820 | 87    |                   |           |
| 1823 | 90    |                   |           |
| 1830 | 124   |                   |           |
| 1849 | 121   |                   |           |
| 1875 | 51    |                   |           |
| 1887 | 42    |                   |           |
| 1900 | 25    |                   |           |
| 1914 | 17    |                   |           |
| 1933 | 16    |                   |           |
| 1938 | 10    |                   |           |
| 1940 | 7     |                   |           |

Quelle: alemannia-judaica.de; jüdische-gemeinden.de

## Einrichtungen

### Synagoge
Die Synagoge in wurde Anfang des 19. Jahrhunderts in der Bleichstraße 5 errichtet. 1939 wurde sie an einen Privatmann verkauft und zu einem noch heute genutzten Wohnhaus umgebaut.

### Friedhof
Die Toten der Gemeinde wurden seit dem 16. Jahrhundert auf dem jüdischen Friedhof in Wachenheim beigesetzt.

### Schule
Die Kultusgemeinde verfügte über eine Religionsschule. Zeitweise war ein eigener Religionslehrer angestellt, der auch die Aufgaben des Vorbeters und Schochet innehatte.

### Mikwe
Die Mikwe befand sich im Keller in der Synagoge. Sie wurde vom ehemaligen Burgbach gespeist. 1835 wurde sie neu angelegt.

## Opfer des Holocaust
Das Gedenkbuch – Opfer der Verfolgung der Juden unter der nationalsozialistischen Gewaltherrschaft 1933–1945 und die Zentrale Datenbank der Namen der Holocaustopfer von Yad Vashem führen vier Mitglieder der jüdischen Gemeinschaft Wachenheim an der Weinstraße (die dort geboren wurden oder zeitweise lebten) auf, die während der Zeit des Nationalsozialismus ermordet wurden.
| Name      | Vorname | Todeszeitpunkt    | Alter    | Ort des Todes                 | Bemerkung | Quellen |
| --------- | ------- | ----------------- | -------- | ----------------------------- | --- | --- |
| Mané      | Helene  | 4. September 1942 | 39 Jahre | Konzentrationslager Auschwitz | Deportation ab Baden am 22. Oktober 1940 nach Internierungslager Gurs. Deportation am 10. August 1942 ab Sammellager Drancy nach Konzentrationslager Auschwitz (Transport 17, Zug 901-12).                                                            | Yad Vashem (Datenbank, Datensatz Nr. 7761027, Nr. 5393105, Nr. 5238832, Nr. 3201066 und Nr. 11587554) / Gedenkbuch für die Opfer der NS-Judenverfolgung in Deutschland |
| Mané      | Simon   | 11. Oktober 1942  | 48 Jahre | Konzentrationslager Auschwitz | Vom 12. November 1938 bis 16. Dezember 1938 im Konzentrationslager Dachau inhaftiert. Deportation ab Baden am 22. Oktober 1940 nach Internierungslager Gurs. Deportation am 10. August 1942 ab Sammellager Drancy nach Konzentrationslager Auschwitz. | Yad Vashem (Datenbank, Datensatz Nr. 5397538, Nr. 5238830 und Nr. 11587557) / Gedenkbuch für die Opfer der NS-Judenverfolgung in Deutschland                           |
| Mehlinger | Flora   | 8. September 1941 | 68 Jahre | Internierungslager Gurs       | Deportation ab Baden am 22. Oktober 1940 nach Internierungslager Gurs. | Yad Vashem (Datenbank, Datensatz Nr. 9044182, Nr. 3202470 und Nr. 4908784) / Gedenkbuch für die Opfer der NS-Judenverfolgung in Deutschland                            |
| Scheuer   | Emil    | 6. Mai 1944       | 71 Jahre | Internierungslager Gurs       | Deportation ab Baden am 22. Oktober 1940 nach Internierungslager Gurs. | Yad Vashem (Datenbank, Datensatz Nr. 11624758) / Gedenkbuch für die Opfer der NS-Judenverfolgung in Deutschland                                                        |